# Bordás Barbara
Bordás Barbara (Budapest, 1986. június 3. –) magyar klasszikus énekművész, színésznő.

## Életpályája
Az általános iskolát a szigetszentmiklósi József Attila Általános Iskolában végezte zenei tagozaton, ahol 8 éves kórus és 4 éves zongora gyakorlatra tett szert. Tanulmányait 2000-től 2004-ig a budapesti Podmaniczky Frigyes Közgazdasági Szakközépiskolában folytatta, ezekben az években kezdett komolyabban foglalkozni az énekléssel. 2002-től 2005-ig a szigetszentmiklósi Ádám Jenő Zeneiskolában tanult magánének szakon. 2005-ben felvételt nyert a Bartók Béla Zeneművészeti Szakközépiskolába, itt 2008-ban végzett klasszikus énekművészként. 2008-tól 2010-ig az Operett Akadémia növendéke volt.
A szigetszentmiklósi Sziget Színház alapító tagja, ahol számos musical és operett főszerepet játszott 2002-től. 2006-ban Kálmán Imre Marica Grófnő c. operettjének címszerepében nyújtott alakításáért a színész kamara színészképesítéssel tüntette ki.
2008-ban részt vett a gyulai Erkel Ferenc Nemzetközi Dal- és Áriaversenyen, ahol ária kategóriában a III. helyezést, illetve a „Legígéretesebb hang” különdíját hozhatta el. 2010-ben a komarnoi Lehár Ferenc Nemzetközi Operett Énekversenyen primadonna kategóriában II. helyezést ért el. Szintén 2010-ben a Magyar Operett Napján a legígéretesebb tehetségnek járó Marshall-bot díjat nyerte el.
2010-től a Budapesti Operettszínház társulatának tagja.
Boncsér Gergely operaénekestől 2021-ben elvált.

## Szerepei
| Darab                              | Szerep                      | Színház                                                   | Bemutató                                                          |
| ---------------------------------- | --------------------------- | --------------------------------------------------------- | ----------------------------------------------------------------- |
| Rebecca                            | Edyth Van Hopper            | Szegedi Szabadtéri Játékok                                | 2025. július 18.                                                  |
| 7 és fél halál                     | Zsanett, Noémi, a Remény    | Magyar Zene Háza (Delta produkció)                        | 2025. június 4.                                                   |
| A cirkuszhercegnő                  | Fedóra Palinszka            | Budapesti Operettszínház                                  | 2025. február 22.                                                 |
| Trapézon tüllben                   | Sipos Ilka                  | Art-Színtér                                               | 2024. november 28. (előbemutató) 2024. december 2. (díszbemutató) |
| Hamupipőke                         | Gertrúd, a mostoha          | Budapesti Operettszínház                                  | 2024. november 15.                                                |
| Madám Bizsu                        | Több szerepben              | Thália Színház - Arizona Stúdió Thália Nyárikert, Salföld | 2024. szeptember 27. 2024. június 14. (ősbemutató)                |
| Az Orfeum mágusa                   | Carola Cecília – primadonna | Budapesti Operettszínház                                  | 2023. november 17.                                                |
| A csárdáskirálynő                  | Szilvia                     | Miskolci Nemzeti Színház                                  | 2023. október 6.                                                  |
| Mária főhadnagy                    | Farkasházy Antónia          | Budapesti Operettszínház                                  | 2023. március 10.                                                 |
| Mária evangéliuma                  | Mária                       | Győri Nemzeti Színház (LantArt Produkció)                 | 2022. április 16.                                                 |
| Az eladott manyasszony             | Esmeralda                   | Müpa                                                      | 2022. február 26.                                                 |
| A mosoly országa                   | Liza                        | Budapesti Operettszínház                                  | 2021. október 22.                                                 |
| Bohémélet                          | Mimi                        | Szegedi Nemzeti Színház                                   | 2021. október 22.                                                 |
| Mágnás Miska                       | Rolla                       | Miskolci Nemzeti Színház                                  | 2021. szeptember 17.                                              |
| Requiem (Mozart)                   |                             | Ördögkatlan Fesztivál                                     | 2021. augusztus 6.                                                |
| Bál a Savoyban                     | Madeleine                   | Miskolci Nemzeti Színház                                  | 2020. szeptember 18.                                              |
| Mágnás Miska                       | Marcsa                      | Budapesti Operettszínház                                  | 2020. január 10. (beállás)                                        |
| Rebecca – A Manderley-ház asszonya | Mrs. Van Hopper             | Budapesti Operettszínház                                  | 2019. november 30. (beállás)                                      |
| János vitéz (daljáték)             | Iluska                      | Budapesti Operettszínház                                  | 2019. november 22.                                                |
| A köpeny                           | Giogretta                   | Szegedi Nemzeti Színház                                   | 2019. október 11.                                                 |
| Carousel – Liliom                  | Carrie Pipperidge           | Budapesti Operettszínház                                  | 2019. április 26.                                                 |
| Maya                               | Maya                        | Budapesti Operettszínház                                  | 2018. november 30.                                                |
| Kékszakáll                         | Boulotte                    | Budapesti Operettszínház                                  | 2018. február 23.                                                 |
| Figaro házassága (opera)           | Susanne                     | Co-Opera projekt                                          | 2018. július 27.                                                  |
| Ének az esőben                     | Kathy Selden                | Szegedi Szabadtéri Játékok Budapesti Operettszínház       | 2017. július 14. 2017. február 18.                                |
| A víg özvegy                       | Glavari Hanna               | Budapesti Operettszínház                                  | 2017. április 1.                                                  |
| A chicagói hercegnő                | Mary                        | Budapesti Operettszínház                                  | 2016. április 22.                                                 |
| Háry János (opera)                 | Örzse                       | Szegedi Szabadtéri Játékok                                | 2014. augusztus 1.                                                |
| A Csárdáskirálynő                  | Szilvia                     | Szegedi Szabadtéri Játékok                                | 2014. július 12.                                                  |
| A mosoly országa                   | Liza                        | Budapesti Operettszínház                                  | 2014. május 17.                                                   |
| A cirkuszhercegnő                  | Fedora                      | Budapesti Operettszínház                                  | 2014. március 7.                                                  |
| Csókos asszony                     | Pünkösdi Kató               | Budapesti Operettszínház                                  | 2013. október 11.                                                 |
| A madarász                         | Milka, postáslány           | Városmajori Szabadtéri Színpad                            | 2013. július 26.                                                  |
| Leányvásár                         | Lucy                        | Szegedi Szabadtéri Játékok                                | 2013. július 5.                                                   |
| Don Perlimplin                     | Belisa                      | Debreceni Csokonai Színház                                | 2013. június 18.                                                  |
| Marica grófnő                      | Marica                      | Budapesti Operettszínház                                  | 2012. október 19.                                                 |
| Bohém casing                       | Virág                       | Miskolci Operafesztivál Thália Színház                    | 2012. június 9. 2012. november 4.                                 |
| A Csárdáskirálynő                  | Szilvia                     | Budapesti Operettszínház                                  | 2011. (beállás)                                                   |
| Miss Saigon                        | Ellen                       | Soproni MKB Aréna Budapesti Operettszínház                | 2011. augusztus 19. 2011. szeptember 15.                          |
| Madame Pompadour                   | Madeleine                   | Budapesti Operettszínház                                  | 2011. (beállás)                                                   |
| Egy éj Velencében                  | Annina                      | Budapesti Operettszínház                                  | 2011. március 25.                                                 |
| Cirkuszhercegnő                    | Fedora Miss Mabel           | Sziget Színház                                            | 2008. június 28.                                                  |
| Grease                             | Sandy Dumbrowski            | Sziget Színház                                            | 2006. november 25.                                                |
| Leányvásár                         | Lucy                        | Sziget Színház                                            | 2006. szeptember 14.                                              |
| Hair                               | Sheila                      | Sziget Színház                                            | 2005. december 2.                                                 |
| A padlás                           | Kölyök                      | Sziget Színház                                            | 2005. május 20.                                                   |
| A Csárdáskirálynő                  | Szilvia                     | Sziget Színház                                            |                                                                   |
| Marica grófnő                      | Marica                      | Sziget Színház                                            |                                                                   |
| Mágnás Miska                       | Rolla                       | Sziget Színház                                            |                                                                   |
| Viktória                           | Riquette                    | Sziget Színház                                            |                                                                   |
| Hyppolit, a lakáj                  | Terka Mimi                  | Sziget Színház                                            |                                                                   |
| János vitéz                        | Iluska                      | Sziget Színház                                            |                                                                   |
| A kaktusz virága                   | Antónia, bárénekesnő        | Sziget Színház                                            |                                                                   |
| Drakula                            | Lucy                        | Sziget Színház                                            |                                                                   |
| Pletyka                            | Cassie Cooper               | Sziget Színház                                            |                                                                   |

Valamint számos musical és operett gálában működik közre:
- Utam muzsikával járom operettgála (2025, Komárom)
- Olyan forró ajkamról a csók - Operettgála Lehár Ferenc születésének 155. évfordulója tiszteletére (2025)
- Szép álom, szállj a szívemre operettgála (2024, Komárom)
- Kistérségi Operettgálák (2024, 2025)
- Emberfia – Húsvéti gálakoncert (2024)
- Operett, Musical koncertek - München - Gasteig (2023)
- Szabadság, szerelem – Gyöngyszemek Huszka Jenő legszebb operettjeiből (2022, 2024)
- Te rongyos élet - Operett gála Kálmán Imre műveiből (2022)
- Bánffy Palotakoncert (2022)
- Opera, operett koncert – Ankara – Törökország (2022)
- Operett Forgatag (2022-23)
- Budavári palotakoncertek (2013-14, 2016-2020, 2022)
- Operett Koncert – Oroszország (Moszkva, Szentpétervár) (2013)
- Strauss Gála – Németország (2013)
- Operett Koncert – Finnország (Kotka, Kouvula) (2013)
- Borban a vigasz! – Lovagrendi Operett Gála (2012)
- Újévi Hangverseny (2012, Miskolc)
- Újévi Operett-Musical Gála (2012)
- Broadway Fesztivál (2011)
- Operettfalu (2011, Kübekháza)
- Újévi Operett Gála (2011)
- Ez Hungarikum (2011)
- Broadway Fesztivál (2010)
- Operettfalu (2010,Kübekháza)
- Operett-Opera Gála (2010, Szegedi Szabadtéri Játékok)
- Huszka Jubileumi Gála (2010)
- Tenor Vásár (2010)
- Broadway Fesztivál (2009)

### Egyéb
- Operabeavató (Delta Produkció)
- A néző közbeszól (Delta Produkció)
- Mutasd Magad gyermekkoncertek, foglalkozások, táborok

## Diszkográfia
| Megjelenés | Cím                                                        | Szerep                   | Dalok |
| ---------- | ---------------------------------------------------------- | ------------------------ | --- |
| 2024       | 7 és fél halál                                             | Zsanett, Noémi, a Remény | |
| 2013       | Híres operettek sorozat, 6. kötet – Marica grófnő          | Marica                   | Húzzad nékem, húzd, mint régen (Marica belépője); Szép város Kolozsvár...; Az első felvonás fináléja; Egy az élet, egyszer élsz csak...; Ne szólj, kicsim, ne szólj...; A második felvonás fináléja; Ringó vállú, csengeri violám... |
| 2013       | Miss Saigon – Budapesti Operettszínház – MKB Musical Aréna | Ellen                    | Még mindig hiszem; Most már, hogy láttam |
| 2012       | Dolhai Attila: Ragyogás                                    | Közreműködő              | Nézz rám Istenem |
| 2011       | Peller Károly: Ez OPERETT! 2. – Kettecskén                 | Közreműködő              | Nem történt semmi...; Hajmási Péter, Hajmási Pál |
| 2006       | Best of Musical 2.                                         | Vokál                    | |
| 2006       | Best of Musical 1.                                         | Vokál                    | |

## Díjai, elismerései
- Az év operettszínésze (2019)
- Az év operettszínésze (2013)
- Csillag Díj, Az év operett színésznője (2012)
- Marshall bot (2010)
- Lehár Ferenc Nemzetközi Operett Énekverseny – primadonna kategória II. hely (2010)
- Erkel Ferenc Nemzetközi Dal és Ária Verseny – III. helyezés, illetve a legígéretesebb hang különdíja (2008)